# Pedois
 (mars 2020).
Genre
Pedois est un genre de lépidoptères (papillons) de la famille des Depressariidae.

## Liste des espèces
Selon FUNET Tree of Life (10 mars 2020) :
- Pedois amaurophanes (Turner, 1947)
- Pedois anthracias Lower, 1902
- Pedois argillea (Turner, 1927)
- Pedois ceramora (Meyrick, 1902)
- Pedois cosmopoda Turner, 1900
- Pedois epinephela (Turner, 1947)
- Pedois haploceros (Turner, 1946)
- Pedois humerana (Walker, 1863)
- Pedois lewinella (Newman, 1856)
- Pedois lutea (Turner, 1927)
- Pedois rhaphidias (Turner, 1917)
- Pedois rhodomita Turner, 1900
- Pedois sarcinodes (Meyrick, 1921)
- Pedois tripunctella (Walker, 1864)